# Tzoumerka Central
Tzoumerka Central (en griego: Κεντρικά Τζουμέρκα) es un municipio de la unidad periférica de Arta, an la periferia de Epiro, Grecia. El nombre del municipio procede de las montañas Tzoumerka, al igual que el municipio de Tzoumerka Norte en la unidad periférica de Ioánina. La sede del municipio se encuentra en la localidad de Vourgareli.

## Municipio
El actual municipio de Tzoumerka Central se formó tras la reforma de gobiernos locales de 2011 por la fusión de los siguientes 4 municipios anteriores, que se convirtieron en unidades municipales:
- Agnanta
- Athamania
- Melissourgoi
- Theodoriana